# Sandro Munari
Sandro Munari (Cavarzere, Itàlia, 27 de març de 1940 a) va ser un pilot italià de ral·lis que participà en el Campionat Mundial de Ral·lis entre 1973 i 1984. Guanyador de la FIA Cup for Rally Drivers (Copa FIA per pilots) de 1977, antecedent del títol de pilot guanyador del Campionat Mundial de Ral·lis.

## Trajectòria
Munari va començar a competir en els ral·lis l'any 1965 i va guanyar el campionat italià de ral·lis els anys 1967 i 1969.
Va guanyar el Campionat europeu de ral·lis de l'any 1973 amb un Lancia Fulvia Coupé 1.6 HF, participant aquell mateix any amb aquest mateix vehicle al Ral·li de Monte-Carlo a la primera temporada del Campionat Mundial de Ral·lis.
A partir de l'any 1974 el seu vehicle pel Campionat Mundial és un Lancia Stratos, guanyant 7 ral·lis, fent 14 podis i guanyant el Campionat Mundial de Ral·lis de 1977.
La temporada 1978 serà la última que realitzarà completa, combinant l'ús del Lancia Stratos amb el d'un Fiat 131 Abarth. A partir de 1979 i fins 1984 tan sols disputarà un ral·li a l'any del Campionat Mundial, que solia ser el Ral·li Safari.

## Victòries al WRC
| # | Ral·li                   | Any  | Copilot        | Vehicle           |
| - | ------------------------ | ---- | -------------- | ----------------- |
| 1 | Ral·li de Sanremo        | 1974 | Mario Mannucci | Lancia Stratos HF |
| 2 | Ral·li dels Rideau Lakes | 1974 | Mario Mannucci | Lancia Stratos HF |
| 3 | Ral·li de Monte-Carlo    | 1975 | Mario Mannucci | Lancia Stratos HF |
| 4 | Ral·li de Monte-Carlo    | 1976 | Silvio Maiga   | Lancia Stratos HF |
| 5 | Ral·li de Portugal       | 1976 | Silvio Maiga   | Lancia Stratos HF |
| 6 | Tour de Còrsega          | 1976 | Silvio Maiga   | Lancia Stratos HF |
| 7 | Ral·li de Monte-Carlo    | 1977 | Silvio Maiga   | Lancia Stratos HF |